# Tyranny
Tyranny (укр. Тиранія) — ізометрична рольова відеогра, розроблена Obsidian Entertainment під видавництвом Paradox Interactive. Випущена на платформах Microsoft Windows, MacOS, та Linux 10 листопада 2016 року. Гра отримала схвальні відгуки критиків та була відзначена ігровими виданнями рядом нагород, як «Краща рольова гра» на Global Game Awards 2016 та номінацією на NAVGTR Award. Випущена у 2016 році Tyranny входить до золотого фонду культових світових рольових ігор за версіями багатьох іменитих світових видань.

## Ігровий процес

Герої у військовому таборі, де можуть поговорити з іншими персонажами, отримати нові завдання і предмети

Гра починається в режимі Завоювання (Conquest), який має вигляд настільної гри і прямо пов’язаний із процесом створення персонажа. На старті гравець приймає рішення про деталі подій, що передували сюжету, і про роль у них протагоніста. Ці рішення впливають на стан ігрового світу та те, як різні неігрові персонажі реагуватимуть на головного героя, зокрема фракції, які можуть стати союзниками чи ворогами. Протагоніст Tyranny не має класу у класичному понятті слова, натомість ігрова механіка дозволяє гравцю визначати сильні та слабкі сторони персонажа за допомогою системи навичок, яка базується на частоті використання гравцем окремо взятих вмінь.
Як і попередній проєкт розробників, Tyranny — це ізометрична рольова гра з активною паузою, але на відміну від Pillars of Eternity з використанням тривимірної графіки. В кутку екрана міститься міні-карта, що показує всю поточну місцевість. Більшість подій супроводжуються художніми описами і коментарями персонажів. Персонажі можуть битися зброєю, магією і голіруч. Спеціальні прийоми певний час мусять підготовуватися, а після використання «перезаряджатися». Кілька бійців можуть застосувати особливо сильний спільний прийом. Всі дії виконуються за допомогою клавіатури й мишки: вказування цілі руху чи атаки й натискання на відповідні кнопки інтерфейсу. Крім параметру здоров'я герої мають параметр ран. Будучи пораненими, сповільнюються і отримують штрафи до перезарядки прийомів. Tyranny має особливу магічну систему, де гравець здатний складати власні закляття зі знайдених «ключів», «виразів» і «штрихів». Всі атаки певним видом зброї, навіть невдалі, приносять досвід, що збільшує рівень володіння цією зброєю. Також наявне «легендарне» озброєння, екіпірування та використання котрого додає пасивний бонус до слави. Хоча остаточна смерть союзників початково не передбачена, в налаштуваннях її можна виставити. В такому разі коли персонаж втратить весь запас здоров'я чи отримає забагато ран, його буде неможливо отямити і він зникне з команди назавжди. Також існує особливий рівень складності, в якому немає багатьох ігрових умовностей — «Випробування залізом». В ньому всі дії записуються до єдиного слоту збереження і змінити наслідки своїх дій гравець не зможе. Якщо головний герой і його загін загинуть, гру доведеться починати заново.
Діалоги впливають не лише на співрозмовників, їх можуть підслухати перехожі, що формує репутацію героя. Згідно репутації (як хорошій, так і поганій) відкриваються нові варіанти відповідей та здібності. Рішення, прийняті гравцем як під час створення персонажа, так і пізніше в процесі гри, мають великий вплив на ігровий світ, роблячи вибори у діалоговому дереві критичним. Наприклад, певне рішення може спричинити відкриття магічної тріщини в центрі одного з міст, вбивши деяких важливих у сюжетному плані персонажів, інших змусити переїхати до сусіднього міста, змінюючи тим самим як ставлення персонажів до протагоніста, так і закриваючи деякі квестові лінійки у майбутньому.

## Синопсис
Події розгортаються в світі, де нещодавно завершилася 400-річна війна, переможцем в якій виявилась імперія очолювана владичицею Кайрос (справжня стать цього персонажа лишається під питанням, але більшість вважає його жінкою). Протагоніст є правицею правительки, суддею та катом з майже необмеженими повноваженнями — Долетворцем ("Fatebinder").
Події відбуваються в нещодавно приєднаному, останньому з непокорених регіонів під назвою «Яруси» (Apex), у котрому триває партизанський супротив. Персонажу доводиться вирішувати конфлікти між представниками різних фракцій та гільдій. Погіршує ситуацію той факт, що на завоювання були відправлені дві армії, які очолюють двоє архонтів — Голоси Нерата (Voices of Nerat), очільник Багряного хору (Scarlet Chorus) та Грейвена Еша (Graven Ashe), очільника Легіону Осуджених (Disfavored). Поміж собою вони влаштовують міжусобиці за право володіти здобутою територією. Через це, повстанцям з Гвардії Вендрієнів, яких було прозвано Присягопорушниками, вдається відвоювати частину території, поки Архонти сперечаються щодо дрібниць. Володарю Кайрос це не довподоби, тому він відправляє головного героя проголосити черговий, вже другий за життя головного героя Едікт - Едікт Страти. Його умови вкрай лаконічні, і в той же час суворі: якщо Зала Вознесіння не буде взята до Дня Кайрос Локтя Мечів (тобто за 7 днів), то всі в Ярусах помруть. Звідси і починаються події гри.
Протягом гри, посада Долетворця не раз аукнеться головному герою. Час від часу, йому доводиться втручатися в доволі побутові суперечки між мешканцями Ярусів і намагатися привести їх до вигідного собі або представникам якої-небудь фракції компромісу. Гравець вільний підтримати чи зрадити майже будь-яку з представлених фракцій. При цьому, квести при підтримці, наприклад, Неприязних чи Багряного Хору будуть вкрай різними і частенько перетинатимуться. Підтримавши одну фракцію, ви можете стати ворогом для іншої. Це і робить Tyranny реіграбельною і компенсує відносно невелику тривалість гри.

## Розробка
За словами генерального директора Obsidian Фергуса Уркхарта, ключова концепція Tyranny бере свій початок з їхнього проєкту під назвою Fury, над яким вони почали працювати ще в 2006 році. Fury мав би показати землю, спустошену «магічним апокаліпсисом». Obsidian удосконалили цю ідею для нового проєкту Defiance, роботу над яким вони розпочали у 2009 році, і тепер вона представляла вже приборканий злом край. Кілька ідей від Defiance були використані для створення нової концепції Stormlands, гри, яку студія успішно представила Microsoft як потенційний флагманський проєкт для запуску Xbox One у 2012 році. Однак через мінливіість на ринку відеоігор у той час гру було скасовано, що призвело до серйозної фінансової кризи у компанії і змусило Obsidian звільнити велику частину своїх співробітників. Obsidian вдалося відновити своє фінансове становище завдяки успішній краудфанговій кампанії на Kickstarter для Pillars of Eternity, яка дозволила їм повернутися до концепції Fury, Defiance і Stormlands і створити новий тайтл Tyranny. Уркхарт заявив, що вони вдосконалили ідею Defiance, щоб переконатися, що гравець чітко усвідомлює, що зло вже перемогло, і що його персонаж є частиною цього завоювання. Керівник проєкту Брайан Хейнс сказав, що команда хотіла уникнути карикатурного типу лиходійства, натомість дозволити гравцеві знайти спосіб, як лиходій все ж таки стане героєм його власної історії. Розробники також бажали, щоб рішення, прийняті гравцем, мали важливі наслідки, наприклад, якби гравець вирішив грати за «хорошого» персонажа, що діє проти Кайрос, вони побачили б, що таким рішенням він швидко наживе собі багато ворогів. Специфікою проєкту є відсутність характерної для переважної більшості рольових ігор концепції початково позитивного героя, котрий намагається побороти «Світове зло», оскільки в Tyranny він і є його втіленням. Згідно слів директора Брайна Гейнса головна мета полягала не в тому аби створювати ситуації, де гравець стоїть перед вибором на тему «як ліпше врятувати цуценя». Замість того запроваджено шляхи, в яких жертва неодмінно матиме місце:
Як і в своєму попередньому проєкті Pillars of Eternity (2015), команда Obsidian використовує уTyranny модифіковану версію ігрового рушія Unity. За словами Хейнса, це дозволило вільно розвивати ключові аспекти Tyranny, бо більшість технічних проблем із графікою та рендерингом вже були вирішені командою розробки Pillars of Eternity. Ветеран-дизайнер Кріс Авеллон, який залишив Obsidian у червні 2015 року, працював над Tyranny на ранній стадії розробки і за словами Хейнса «деякі концепції цієї гри були створені Крісом, деякі персонажі зберігають дані ним імена та характери». Значна частина гри зображує персонажів, які страждають від дій головного героя, за словами керівника проєкту Брайана Хейнса, команда була готова впоратися з подібним концептом наративу, оскільки багато хто з команди Tyranny до цього працював над South Park: The Stick of Truth, який теж мав подібний рівень грубуватого та інколи навіть вульгарного гумору.
Tyranny була представлена широкому загалу на Game Developers Conference в березні 2016 року, а перше демо було показано на Electronic Entertainment Expo у червні 2016 року. Воно демонструвало одну й ту саму битву, але представлену в трьох різних сценаріях, заснованих на зроблених гравцем попередніх виборах, щоб показати їх вплив на ігровий світ.
13 жовтня 2016 року видавець гри Paradox Interactive випустили релізний трейлер і оголосили про старт передзамовлень. Офіційний реліз гри відбувся 10 листопада 2016 року на платформах Microsoft Windows, MacOS, та Linux.

## Реліз

Склад усіх випущених видань Tyranny на релізі

Paradox Interactive анонсували, що Tyranny буде випущено у трьох виданнях: «The Commander Edition», «The Archon Edition» і «The Overlord Edition».
| The Commander Edition                                                                    | The Archon Edition (цифрове) | The Overlord Edition (цифрове)                                                             |
| ---------------------------------------------------------------------------------------- | --- | ------------------------------------------------------------------------------------------ |
| ◇ Базова гра ◇ Телефонні рингтони ◇ Набір тематичних іконок для ігрового форуму Obsidsan | ◇ Весь склад «The Commander Edition» ◇ Деталізована ігрова мапа ◇ Збірка новел по ігровому всесвіту ◇ Тематичні HD-обої робочого столу ◇ Внутрішньоігровий саундтрек ◇ Набір форумних аватарів ◇ Ексклюзивні внутрішньоігрві герби | ◇ Весь склад «The Archon Edition» ◇ Цифровий посібник по грі ◇ Цифровий Артбук у HD якості |

8 листопада 2018 року до святкування річниці гри Obsidian анонсували додаткове видання «Gold Edition», до якого увійшли обидва випущені ігрові розширення Tales from the Tiers і Bastard's Wound. Побередньо випущені видання було перейменовано на Standard і Deluxe Edition відповідно. Усі версії також отримали безкоштовне оновлення, яке додало нові портрети та кілька внутрішньоігрових предметів.
Офіційний завантажувальний контент
- Tales from the Tiers — перше завантажувальне розширення до гри, випущене 13 червня 2017 року.[31][32] Додає нові внутрішньоігрові предмети локації та квести. Було випущено разом із безкоштовним оновленням до основної гри, яке додавало режим NG+ і можливість респеку персонажа.[33]
- Bastard's Wound — друге завантажувальне розширення гри, випущене 7 вересня 2017 року.[34][35] Додає нові внутрішньоігрові предмети локації та квести, а також розширює персональні історії деяких компаньйонів. Було випущено разом із безкоштовним оновленням до основної гри, у яку додавало нову озвучку, розширяло вміст третього акту основної кампанії та додавало абсолютно новий ігровий фінал.[36]

## Оцінки і відгуки
| Агрегатор    | Оцінка |
| ------------ | ------ |
| GameRankings | 83%    |
| Metacritic   | 83/100 |

| Видання        | Оцінка |
| -------------- | ------ |
| Game Informer  | 8.3/10 |
| GameSpot       | 8/10   |
| IGN            | 8.3/10 |
| PC Gamer (США) | 7.5/10 |

Tyranny зібрала високі оцінки критиків, на агрегаторі Metacritic середня оцінка склала 83 бали зі 100 і на Gamerankings — 83 %.
Критики високо оцінили сміливу та незвичну сюжетну концепцію гри. Цитуючи рецензентів Game Informer: «Остання рольова епопея від Obsidian цілком відповідає своїй назві. Tyranny (прим.пер. Тиранія) зацікавлена у дослідженні самої природи влади та способами, якими концентрація цієї влади незмінно призводить до гноблення та утисків. Obsidian не стримують себе у зображенням світу, поваленого злом, і гравці не повинні мати жодних ілюзій, що головний герой є якимось засобом для полегшення болю цього світу. Це похмура і безнадійна історія, але розказана з уявою, яскравим світобудуванням і драматичними виборами, які докорінно змінюють наратив у міру його розгортання». За словами журналістів GameSpot: «Бути злим не є новим поняттям для рольових ігор, але Tyranny веде концепт гри за поганьця ще далі, ніж я бачив раніше.[...] мерзенні речі виведені на новий рівень в останньому творі Obsidian Entertainment». На думку видання IGN: «Це працює частково тому, що він [сюжет] зосереджений на злі буденного гатунку, а не на карикатурному лиходійстві.[...] Не так, якби ви бути службовцем німецького уряду в 1940 році; ви не нацист, але ви будете працювати на них [у грі]».
Не всі критики мали однакову точку зору стосовно бойової системи. Так PC Gamer вважали бої у грі «повторюваними» і «позбавленими новизни». Проте GameSpot відповідає на це: «Боївка однаково захоплююча, хоча і завжди відходить на другий план поза розповіддю», і хвалить штучний інтелект та ігровий баланс: «Стратегічне мислення часто є необхідністю в цих боях, хоча партійний штучний інтелект настільки хороший (особливо, коли мова йде про заклиначів), що вам не потрібно надто часто займатися мікроменеджментом [своєї ігрової партії]. Насправді я часто залишав штучний інтелект увімкненим, щоб пройти через більшість битв. Складність також майже ідеально збалансована — вона постійно зростає, поки ви не дістанетеся до найскладніших битв з босами в самому кінці гри».
Критики також зауважували, що розробники не приділили належної уваги ігровим компаньйонам гравця: «На жаль, Tyranny мало зацікавлена у вирішенні проблем будь-кого з моїх супутників. Крім контексту, який вони додають у світ, вони майже не ростуть і мало змінюються. Я вважаю це таким розчаровуючим, тому що потрібно лише кілька хвилин розмови з кожним, щоб зрозуміти, скільки потенціалу Tyranny повністю ігнорує».

## Нагороди
| Рік  | Нагорода           | Категорія                     | Результат | Примітки |
| ---- | ------------------ | ----------------------------- | --------- | -------- |
| 2016 | Global Game Awards | «Краща рольова гра»           | Перемога  | [ 3 ]    |
| 2016 | IGN                | «Краща рольова гра»           | Номінація | [ 43 ]   |
| 2016 | NAVGTR Award       | «Оригінальна рольова гра»     | Номінація | [ 4 ]    |
| 2016 | RPG Site Awards    | «Кращий сценарій/локалізація» | Перемога  | [ 44 ]   |
| 2016 | RPGWatch           | «Гра року» (вибір гравців)    | Перемога  | [ 45 ]   |
| 2016 | Game Informer      | «Краща реіграбельність»       | Перемога  | [ 46 ]   |